# Get Back

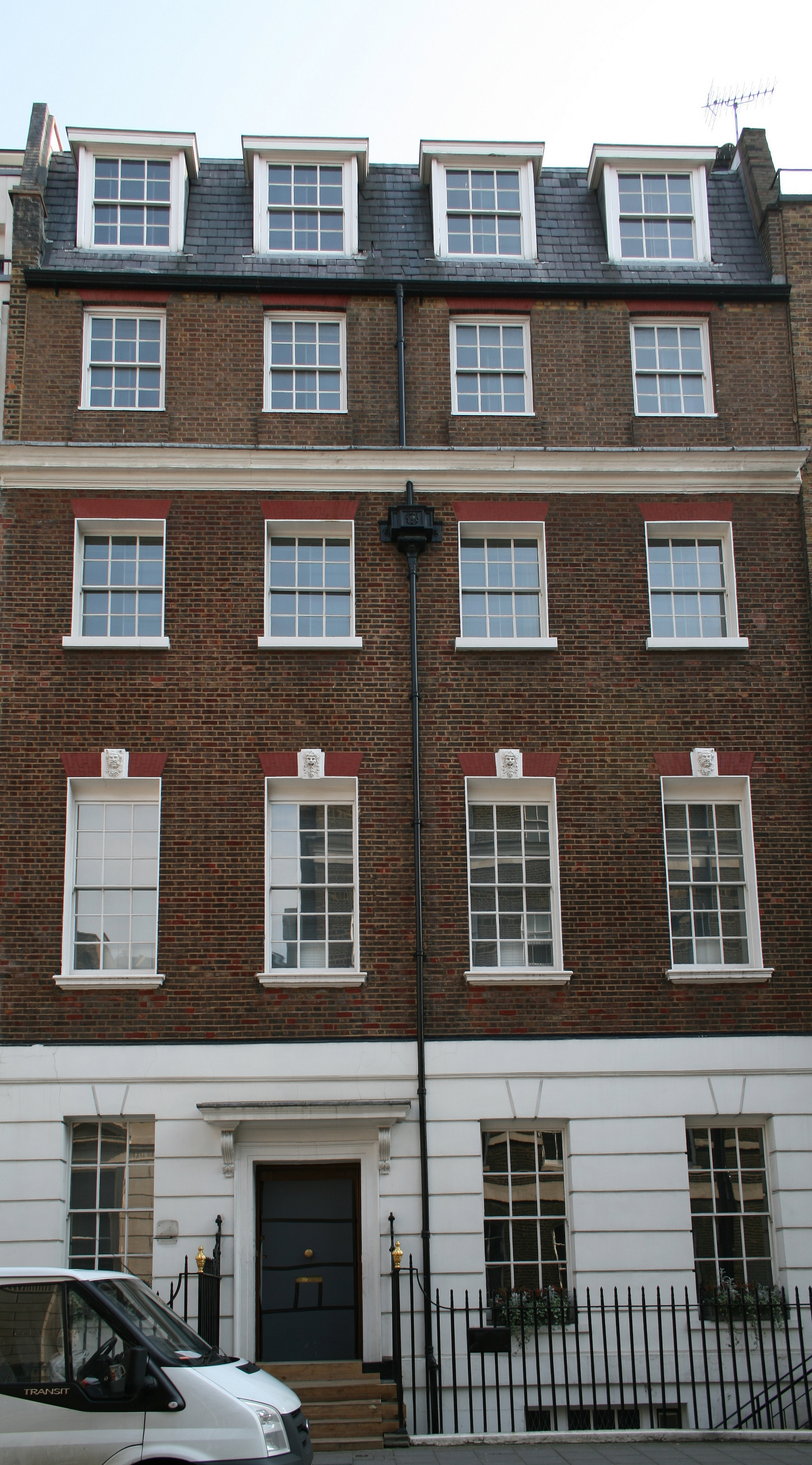
Get Back werd opgenomen in het Apple kantoor aan Savile Row. Op het dak werd het concert gegeven.

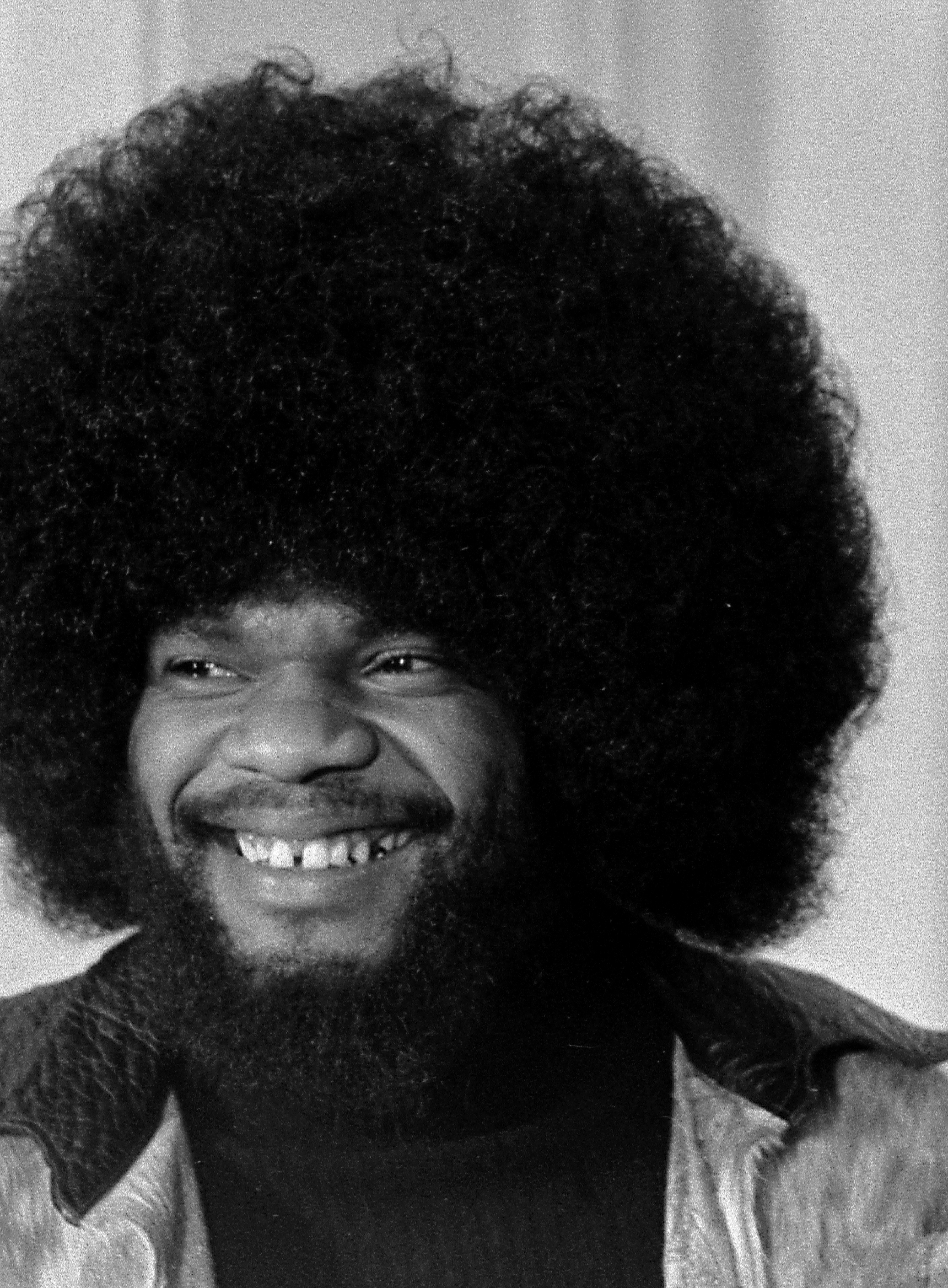
Toetsenist Billy Preston speelde mee op Get Back.

Get Back is een lied van de Britse muziekgroep The Beatles, geschreven door John Lennon en Paul McCartney. Het lied werd in 1969 uitgebracht op single en verscheen in 1970 op het laatste album van The Beatles, Let It Be. Deze single was een wereldwijde nummer 1-hit en bereikte onder andere in Nederland, Groot-Brittannië en de Verenigde Staten de bovenste positie in de hitlijsten. Het nummer is ook te horen in de film Let It Be, waarin The Beatles het nummer live spelen op het dak van het Apple kantoor aan 3, Savile Row in Londen. Get Back is de enige Beatles single waarop ook een andere artiest vermeld staat dan The Beatles zelf. Toetsenist Billy Preston speelde mee op zowel Get Back als op de B-kant Don't Let Me Down en daarom vermelden de credits "The Beatles with Billy Preston" als uitvoerenden.

## Achtergrond
Op 2 januari 1969 begonnen de opnamen van een nieuwe Beatlesfilm in de Twickenham Film Studios. Tijdens deze opnamen, onder regie van Michael Lindsay-Hogg, oefenden The Beatles nieuw materiaal voor hun nieuwe LP. Get Back was een van deze nieuwe nummers. Het ontstond toen The Beatles aan het jammen waren. Het idee voor het lied was afkomstig van Paul McCartney, maar ook John Lennon leverde een bijdrage aan de tekst van Get Back. In eerste instantie bevatte het nummer met als onofficiële titel  No Pakistanis enkele regels over Pakistanen die banen zouden inpikken van Britse burgers. Deze regels zouden zijn bedoeld als een protest tegen de Britse, racistische politieke partij National Front. Er werden verschillende versies van deze tekst opgenomen. Eén daarvan luidde: 

Meanwhile back at home too many Pakistanis / Living in a council flat / Candidate Macillan tell me what your plan is / Won't you tell me where it's at.

Overigens werden er tijdens deze sessies in de Twickenham Film Studios op 7 januari 1969 nog twee satirische songs opgenomen, Commonwealth Song en White Power. Anderen denken dat de beruchte redevoering Rivers of blood van de conservatieve politicus Enoch Powell de inspiratie zouden zijn voor het opnemen van deze drie songs.
No Pakistanis, Commonwealth Song en White Power verschenen voor het het eerst op de bootleg The Black Album in januari 1969 en zijn te vinden op YouTube.
Lennon zelf dacht dat de regel Get back to where you once belonged een sneer richting Yoko Ono was.

## Opnamen
De opnamen van de nieuwe film liepen door onderlinge ruzies tussen de Beatles op een fiasco uit. Zo verliet George Harrison bijvoorbeeld de set op 10 januari en dreigde voorgoed The Beatles te verlaten. Na overleg keerde Harrison echter terug bij The Beatles, maar er werd niet meer gefilmd in Twickenham Studios. De opnamen voor de nieuwe LP gingen daarna op 22 januari verder in de studio van het Apple kantoor. Tijdens deze opnamen wilden The Beatles geen gebruik meer maken van technische snufjes, maar live spelen. Dit betekende dat een opname, telkens wanneer er een fout gemaakt werd, opnieuw gespeeld moest worden. Bovendien betekende dit dat er slechts vier verschillende instrumenten bespeeld konden worden. Er was dus behoefte aan een extra muzikant. Toevallig was toetsenist Billy Preston op 22 januari ook aanwezig in het Apple kantoor. Hij werd prompt door George Harrison gevraagd om mee te spelen tijdens de opnamesessies om de gespannen sfeer tussen The Beatles wat te verlichten en om een extra instrument aan het geluid toe te voegen.
Op 23 januari namen The Beatles ongeveer tien versies van Get Back op, maar hiervan werd er geen enkele gebruikt voor de single of de LP. Op 27 januari werden nog ongeveer twintig versies van het nummer opgenomen, waarvan er één werd gebruikt op de LP Let It Be. Een dag later werd de singleversie van Get Back opgenomen.
Op 30 januari 1969 speelden The Beatles een onaangekondigd live concert op het dak van het Apple kantoor. Dit concert is ook te zien tijdens de Let It Be-film. Ze speelden die dag tien nummers live. Uiteindelijk werden The Beatles door de Londense politie gesommeerd om het concert te staken. Het concert eindigde met Get Back. Op de LP Let It Be is het einde van deze opname te horen: producer Phil Spector liet de versie van 27 januari overgaan in de liveversie.

## Verschijningsdatum en hitnoteringen
De single Get Back werd in Groot-Brittannië op 11 april 1969 uitgebracht. Omdat de definitieve remix van de single pas op 7 april klaar was, werden de singles pas enkele dagen later geleverd aan de Engelse muziekwinkels. De single bereikte op 23 april de eerste plaats en behield die positie zes weken. In de Verenigde Staten werd de single op 5 mei uitgebracht en stond daar vijf weken op nummer 1. In Nederland stond Get Back twee weken op de eerste positie van de Top 40.

## Andere uitvoeringen
- Ike & Tina Turner op hun album Workin' Together uit 1971.
- Billy Preston op de soundtrack van de film Sgt. Pepper's Lonely Hearts Club Band uit 1978.
- Steve Wariner op het tribute-album Come Together: America Salutes the Beatles uit 1995. Het leverde hem de 72e plaats op in de country-hitlijst.

### Nederlandse versie
- Drukwerk nam het op als Achmed voor het album Ho stil, wacht stop! uit 1984. De tekst gaat over een Marokkaans-Nederlandse jongen die in twee culturen is opgegroeid.

### Live uitvoeringen Paul McCartney
Zelf speelt McCartney het bij solo-optredens. Onder andere op 15 juli 2009 op het dak van het Ed Sullivan Theater tijdens een uitzending van Late Show with David Letterman. Op 11 december 2010 speelde McCartney het als toegift van zijn optreden in Saturday Night Live; de uitzending daarvan werd echter afgebroken vanwege de tijdlimiet.

## Gebruik in de media
- In een aflevering van de tekenfilmserie The Simpsons wordt het gezongen door Homer Simpson's barbershopkwartet The Be Sharps tijdens hun eigen dakconcert. George Harrison rijdt voorbij en merkt op dat dit al eens gedaan is. Homer citeert de uitspraak "I hope we passed the audition", tot grote verwarring van Barney.
- In de film Across the Universe uit 2007 van Julie Taymor komen veel personages voor die vernoemd zijn naar teksten  uit Beatlesnummers. Zo is er een prominente rol weggelegd voor de Afro-Amerikaan JoJo, gespeeld door Martin Luther McCoy.
- De  Amerikaanse tv-zender NBC gebruikte in februari 2010 een cover van Get Back in reclamespots die de comeback van talkshowpresentator Jay Leno aankondigden.
- In de slotaflevering van het derde seizoen van de tekenfilmserie JoJo's Bizarre Adventure beluistert Joseph Joestar het  nummer op zijn walkman.

## Hitnotering

### Nederlandse Top 40
| Hitnotering: 26-04-1969 t/m 28-06-1969 | Hitnotering: 26-04-1969 t/m 28-06-1969 | Hitnotering: 26-04-1969 t/m 28-06-1969 | Hitnotering: 26-04-1969 t/m 28-06-1969 | Hitnotering: 26-04-1969 t/m 28-06-1969 | Hitnotering: 26-04-1969 t/m 28-06-1969 | Hitnotering: 26-04-1969 t/m 28-06-1969 | Hitnotering: 26-04-1969 t/m 28-06-1969 | Hitnotering: 26-04-1969 t/m 28-06-1969 | Hitnotering: 26-04-1969 t/m 28-06-1969 | Hitnotering: 26-04-1969 t/m 28-06-1969 | Hitnotering: 26-04-1969 t/m 28-06-1969 |
| Week                                   | 1                                      | 2                                      | 3                                      | 4                                      | 5                                      | 6                                      | 7                                      | 8                                      | 9                                      | 10                                     |                                        |
| -------------------------------------- | -------------------------------------- | -------------------------------------- | -------------------------------------- | -------------------------------------- | -------------------------------------- | -------------------------------------- | -------------------------------------- | -------------------------------------- | -------------------------------------- | -------------------------------------- | -------------------------------------- |
| Nummer                                 | 9                                      | 2                                      | 1                                      | 1                                      | 2                                      | 2                                      | 5                                      | 12                                     | 17                                     | 28                                     | uit                                    |

### Parool Top 20/Hilversum 3 Top 30
| Hitnotering: 26-04-1969 t/m 28-06-1969 | Hitnotering: 26-04-1969 t/m 28-06-1969 | Hitnotering: 26-04-1969 t/m 28-06-1969 | Hitnotering: 26-04-1969 t/m 28-06-1969 | Hitnotering: 26-04-1969 t/m 28-06-1969 | Hitnotering: 26-04-1969 t/m 28-06-1969 | Hitnotering: 26-04-1969 t/m 28-06-1969 | Hitnotering: 26-04-1969 t/m 28-06-1969 | Hitnotering: 26-04-1969 t/m 28-06-1969 | Hitnotering: 26-04-1969 t/m 28-06-1969 | Hitnotering: 26-04-1969 t/m 28-06-1969 | Hitnotering: 26-04-1969 t/m 28-06-1969 |
| Week                                   | 1                                      | 2                                      | 3                                      | 4                                      | 5                                      | 6                                      | 7                                      | 8                                      | 9                                      | 10                                     |                                        |
| -------------------------------------- | -------------------------------------- | -------------------------------------- | -------------------------------------- | -------------------------------------- | -------------------------------------- | -------------------------------------- | -------------------------------------- | -------------------------------------- | -------------------------------------- | -------------------------------------- | -------------------------------------- |
| Nummer                                 | 6                                      | 2                                      | 1                                      | 1                                      | 3                                      | 2                                      | 5                                      | 12                                     | 22                                     | 28                                     | uit                                    |

### NPO Radio 2 Top 2000
| Nummer met noteringen in de NPO Radio 2 Top 2000 | '99 | '00 | '01 | '02 | '03 | '04 | '05 | '06 | '07 | '08 | '09 | '10 | '11 | '12 | '13 | '14 | '15 | '16 | '17  | '18  | '19  | '20  | '21 | '22 | '23 | '24 |
| ------------------------------------------------ | --- | --- | --- | --- | --- | --- | --- | --- | --- | --- | --- | --- | --- | --- | --- | --- | --- | --- | ---- | ---- | ---- | ---- | --- | --- | --- | --- |
| Get Back                                         | 395 | 381 | 353 | 272 | 286 | 411 | 420 | 351 | 312 | 339 | 352 | 365 | 461 | 450 | 648 | 700 | 635 | 816 | 1026 | 1158 | 1111 | 1107 | 638 | 954 | 982 | 917 |

1. ↑  Een vetgedrukt getal geeft de hoogste notering aan.